# Helvelle crépue
Helvella crispa
Espèce
Helvella crispa, l'Helvelle crépue, est une espèce de champignons ascomycètes de la famille des Helvellacées caractérisée par ses teintes blanchâtres, son chapeau crépu et son pied lacuneux.

## Taxonomie

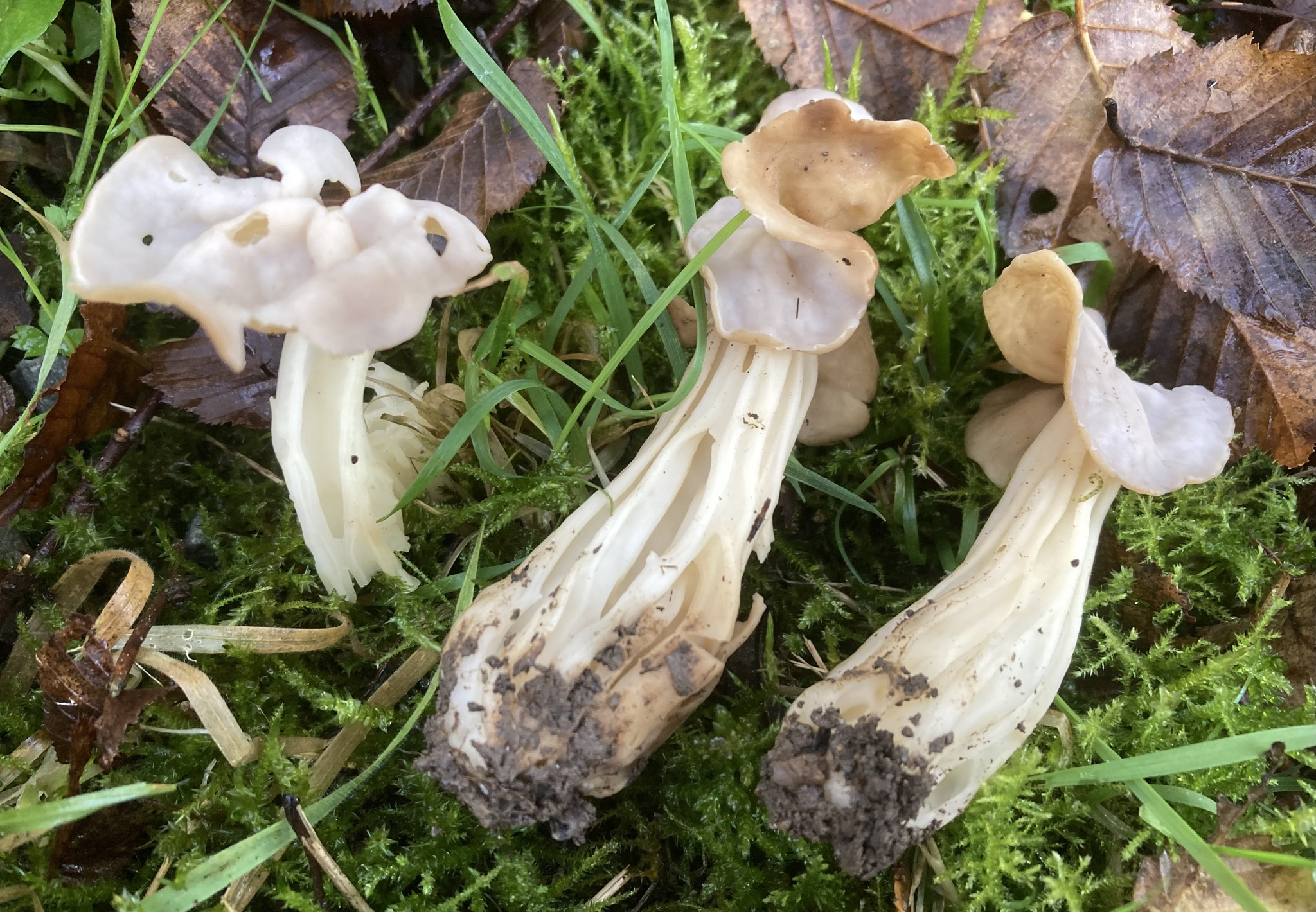
Trois sporophores de H. crispa en Dordogne.

Le nom correct complet (avec auteur) de ce taxon est Helvella crispa (Scop.) Fr..

### Synonymes
Helvella crispa a pour synonymes :
- Costapeda crispa (Scop.) Falck
- Helvella atra Oeder
- Helvella barlae Boud. & Pat.
- Helvella mitra var. crispa (Scop.) F.H.Wigg.
- Helvella mitra var. fulva Bull., 1791
- Helvella nigricans var. atra Pers.
- Helvella nigricans Schaeff.
- Helvella nivea Schrad.
- Helvella pallida var. nigricans (Schaeff.) Quél.
- Helvella pityophila Boud.
- Merulius undulatus var. fulvus (Bull.) Mérat
- Merulius undulatus var. fuscus (Bull.) Mérat
- Otidea sparassis Quél., 1892
- Phallus costatus Batsch
- Phallus crispus Scop.
- Wynnella sparassis (Quél.) Boud., 1907

### Phylogénie
Cette espèce a été décrite à l'origine comme Phallus crispus par le naturaliste Giovanni Antonio Scopoli en 1772.

### Étymologie
Son épithète spécifique du latin crispa signifie "ridé" ou "frisé" en référence à sa morphologie.

### Noms vulgaires et vernaculaires
Ce taxon porte en français le nom vernaculaire ou normalisé suivant : Helvelle crépue,.
Elle est aussi appelée plus familièrement sous le nom de "bonnet de capelan" (bien que ce nom s'utilise aussi pour Helvella monachella) ou "Morille d'automne" (mais ce dernier terme peut prêter à confusion car il est aussi utilisé pour désigner le Sparassis crépu (Sparassis crispa)).

## Description du sporophore
Son chapeau mesure 3 à 5,5 cm, il est lobé, particulièrement cassant, en forme de selle, à face supérieure lisse, blanchâtre ou crème, et face inférieure duveteuse, gris ochracé pâle.
Le stipe mesure 3 à 11 cm x 2 à 3 cm, il est creux, blanc, couvert de côtes et de lacunes (sillons profonds et irréguliers).
Sa chair est blanche et élastique, devient vite coriace. Sa saveur est douce et son odeur est faible, un peu de croûte de pain.

### Caractéristiques microscopiques
Ses spores mesurent 17 à 20 x 10 à 12 µm. Elles sont elliptiques, lisses et incolores.

## Galerie

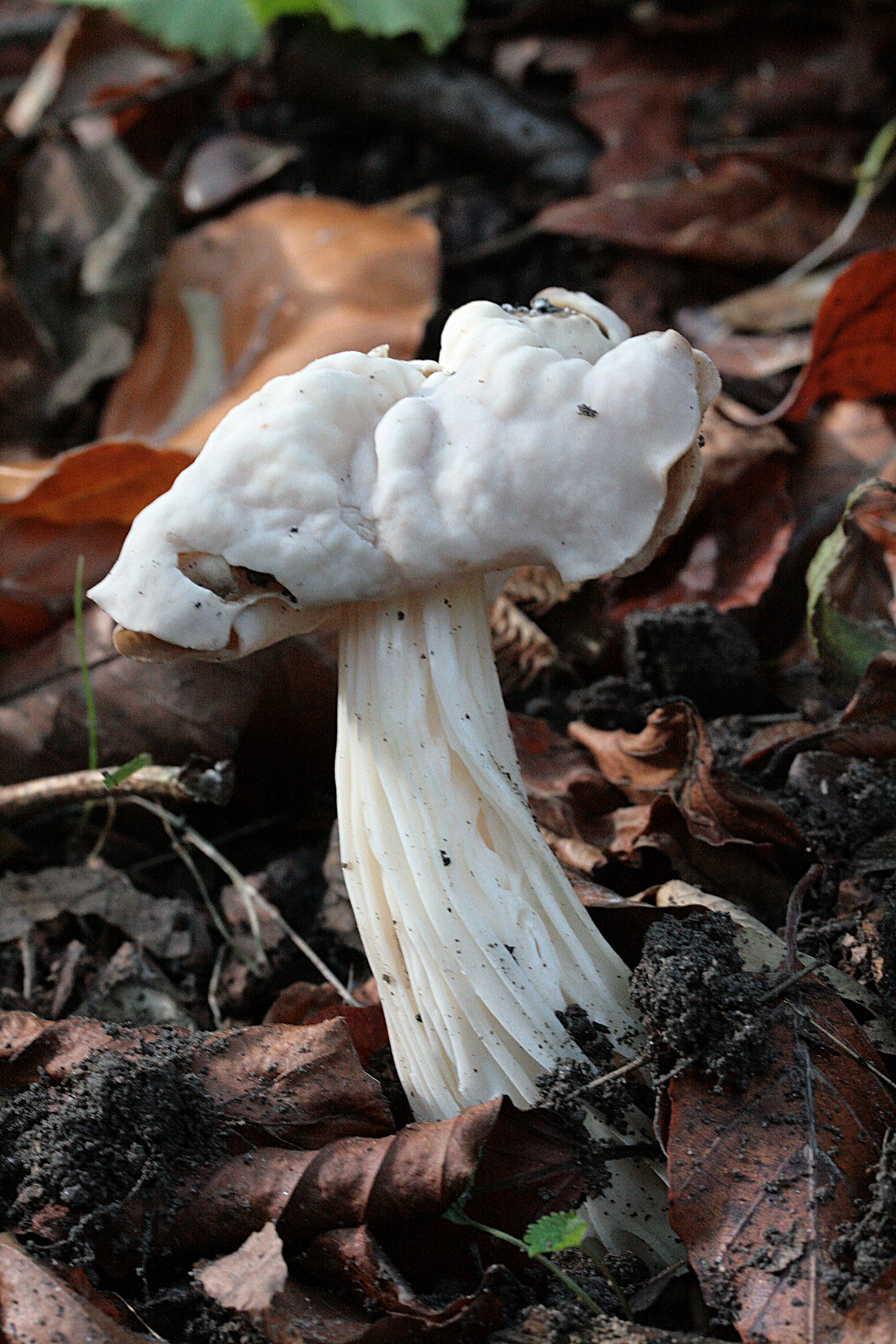
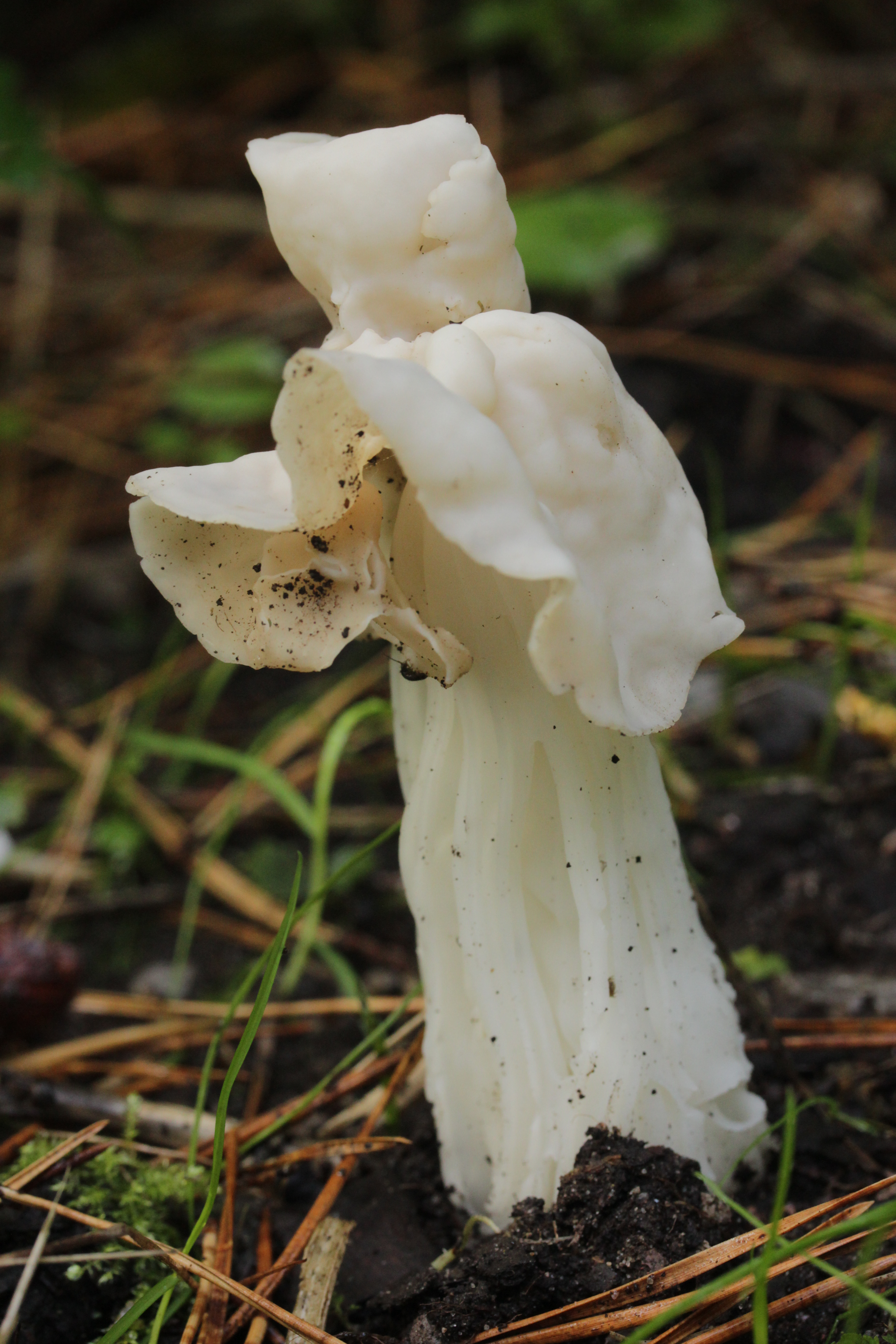
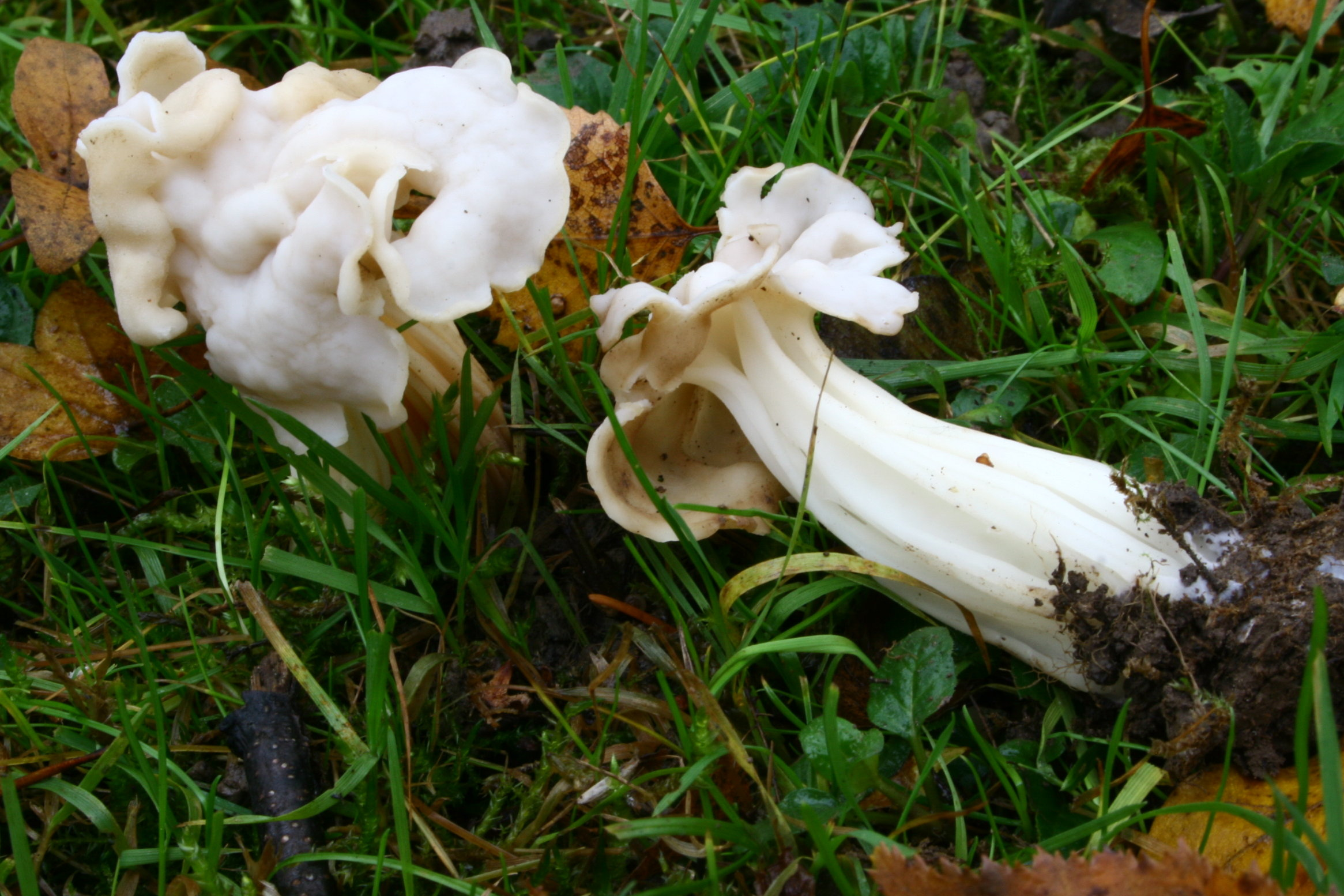
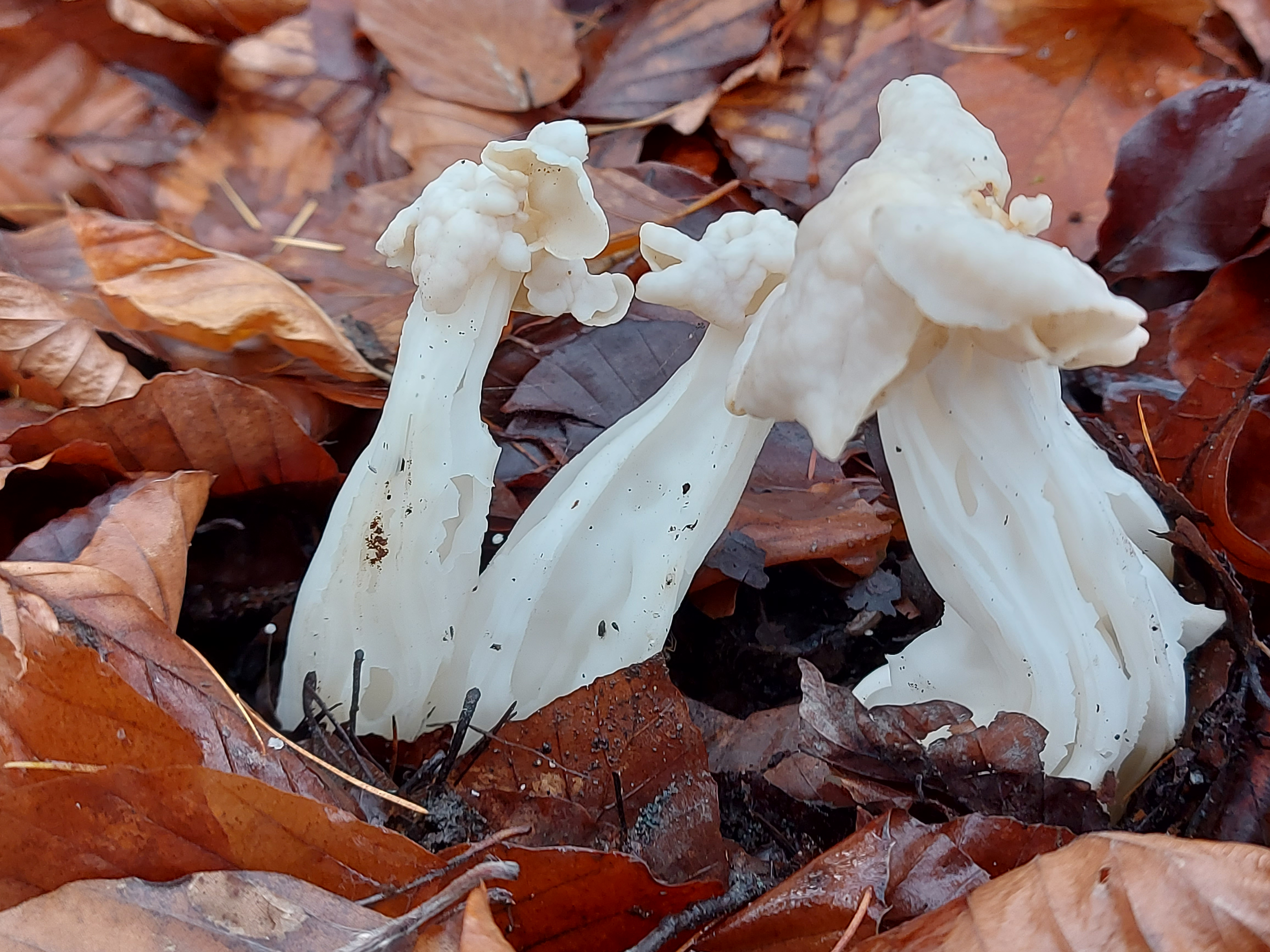
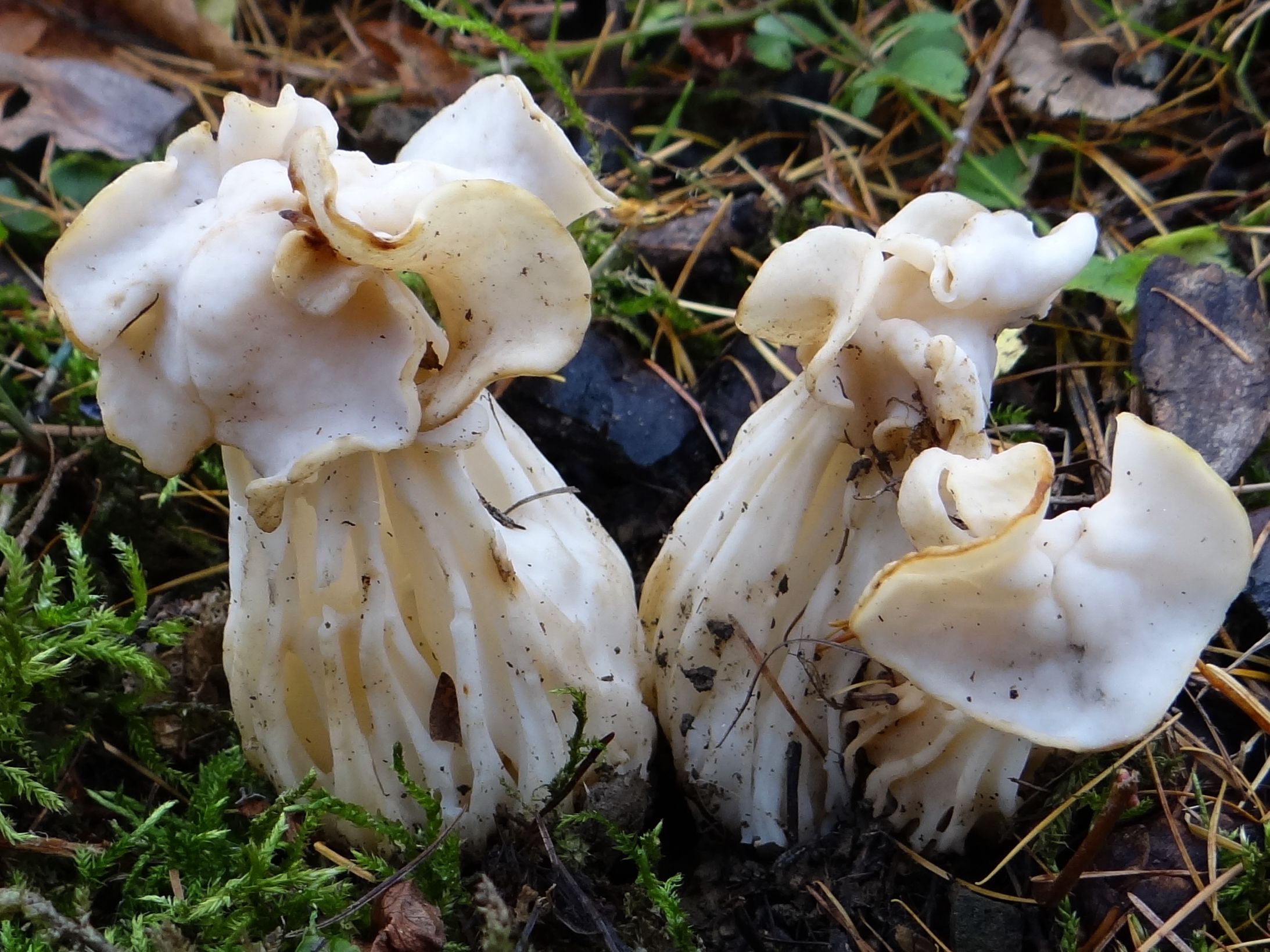

## Habitat et distribution
C'est une espèce saprophyte. Elle pousse sur le sol, aussi bien dans les bois de feuillus clairs et humides (plus rarement dans les résineux) le long des sentiers, que dans l’herbe, les haies et les talus des prairies. On la trouve de la fin de l’été jusqu’à la fin de l’automne.

## Comestibilité et toxicité
L'Helvelle crépue est un champignon dont la comestibilité a fluctué au fil du temps dans les guides. Consommée traditionnellement dans plusieurs pays, dont la France (sous le nom de "morille d'automne" ou "bonnet de capelan") et l'Italie, elle a été d'abord considérée comme comestible, ensuite toxique, et récemment, comestible à nouveau. Il est à noter que, en plus de son statut de comestibilité officiel ayant fluctué au cours des années, l'Helvelle crépue reste dans tous les cas toxique si consommée crue ou mal cuite, tout comme les Morilles. La controverse ne porte pas sur cette première toxine, dont la destruction est assurée par une bonne cuisson, mais sur la présence potentielle d'une seconde, incluant un autre type de toxicité, bien moins contrôlable,.
Cette espèce fut classée toxique car elle était suspectée de contenir de la gyromitrine, une substance non thermolabile (qui ne se détruit pas à la cuisson), que l'on retrouve chez certains Gyromitres, qui se modifie dans l'estomac en méthylhydrazine et qui peut provoquer des intoxications alimentaires aléatoires mais graves et qui comporte un risque cancérogène et neurologique sur le long terme,.
L'utilisation alimentaire des Helvelles a été progressivement découragée au cours des dernières décennies, et l'une des raisons de cette situation s'attribue à une confusion historique avec des cas d'intoxication mortelle par Gyromitra esculenta (qui était autrefois appelé Helvella esculenta). Deuxièmement, l'affaire de longue date de la substance appelée "acide helvellique", isolée en 1885 à partir de Gyromitra (Helvella) esculenta et considérée à l'époque comme responsable de la toxicité du champignon (Boehm & Kuelz 1885), a ajouté à la confusion. Dans les années 1940, cependant, des doutes étaient déjà apparus quant à la validité de la publication du 19e siècle et, en 1968, les Allemands List & Luft sont parvenus à caractériser la véritable substance responsable de la toxicité de G. esculenta, à savoir l'acétaldéhyde N-méthyl-N-formylhydrazone, qui a été baptisée "gyromitrine" (List & Luft 1968 ; Bresinsky & Besl 1990).
La présence de gyromitrine chez les Helvella (en particulier H. crispa) est cependant un sujet plus récemment débattu : la détection de monométhylhydrazine, le produit final de l'hydrolyse de la gyromitrine, bien qu'en quantités toxicologiquement insignifiantes, est rapportée par Andary & al. (1985) pour H. crispa et H. lacunosa, alors que quelques années plus tôt, chez H. crispa, H. lacunosa et H. elastica, Stijve (1978) n'avait détecté aucune présence de giromitrine. En tout état de cause, l'inclusion d'Helvella spp. parmi les champignons potentiellement responsables du syndrome giromitrien, en plus de ne pas trouver de soutien clair au niveau biochimique, ne peut être justifiée en l'absence d'une histoire de cas d'intoxications.
Toutes les principales espèces du genre Helvella, dont la pertinence alimentaire est suffisante de par une taille suffisante et un statut d'espèce commune, peuvent être considérées comme comestibles après une cuisson complète dans un récipient ouvert. L'ébullition préalable peut être considérée comme facultative,.

## Confusions possibles
- L'Helvelle lacuneuse (Helvella lacunosa) a la même silhouette mais possède un stipe grisâtre et un chapeau noirâtre[5].
- L'Helvelle des aiguilles (Helvella leucophaea), qui vient sous les pins sur sols sablonneux du littoral, se distingue de H. crispa par son chapeau à trois lobes, et surtout le stipe grisâtre jamais blanc et moins lacuneux, à lacunes très serrées[9],[5].
- L'Helvelle couleur de lait (Helvella lactea) est une petite espèce entièrement blanche[5].